# Franco Anelli (Rechtswissenschaftler)

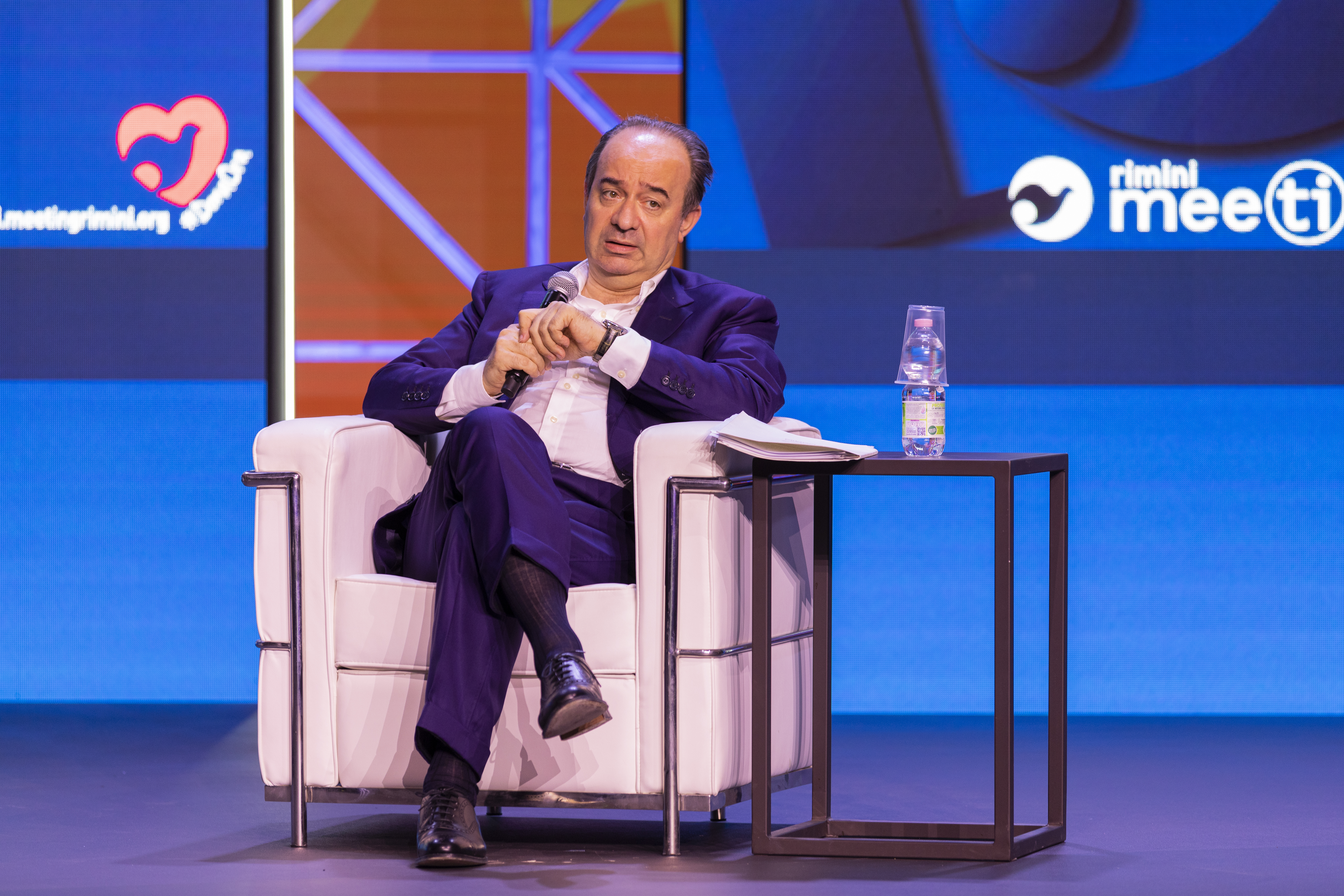
Franco Anelli Meeting di Rimini 2021

Franco Anelli (* 26. Juni 1963 in Piacenza; † 23. Mai 2024 in Mailand) war ein italienischer Rechtswissenschaftler und Hochschullehrer sowie Rektor der Università Cattolica del Sacro Cuore (2013–2024).

## Leben
Franco Anelli studierte nach seinem Abitur am naturwissenschaftlichen Gymnasium Lorenzo Respighi in Piacenza Rechtswissenschaften an der Mailänder Università Cattolica del Sacro Cuore, an der auch in Handelsrecht promoviert wurde. Er wurde 1993 zum außerordentlichen Professor für Institutionen des Privatrechts an der Fakultät für Wirtschaftswissenschaften und 1996 zum außerordentlichen Professor an der Fakultät für Rechtswissenschaften der Universität Parma ernannt. 1997 wurde er ordentlicher Professor für Privatrechtsinstitutionen an der Juristischen Fakultät der Università Cattolica del Sacro Cuore in Mailand.
Anelli war Prorektor für das Studienjahr 2004/05 und stellvertretender Prorektor von 2010 bis 2012. Seit dem 1. Januar 2013 war er Rektor der Università Cattolica del Sacro Cuore mit Niederlassungen in Mailand, Rom, Brescia, Cremona und Piacenza.
Er war außerdem Vizepräsident der Stiftung E4Impact und Verwaltungsrat der Fondazione Policlinico Agostino Gemelli und der Avvenire Nuova Editoriale Italiana S.p.A. Am 13. Mai 2022 wurde er von Papst Franziskus zum Konsultor der Kongregation für das katholische Bildungswesen ernannt. Er engagierte sich vielfach in der Internationalen Föderation Katholischer Universitäten.
Anelli starb im Mai 2024 im Alter von 60 Jahren, indem er sich aus der 6. Etage seines Wohnhauses in Mailand stürzte.

## Schriften
- Caso fortuito e rischio di impresa nella responsabilità del vettore, Giuffrè, Milano 1990, ISBN 88-14-02292-5
- L’alienazione in funzione di garanzia, Giuffrè, Milano 1996, ISBN 88-14-06112-2
- Il matrimonio. Lezioni, Giuffrè, Milano 1998, ISBN 88-14-06987-5